# امپریال ایرویز

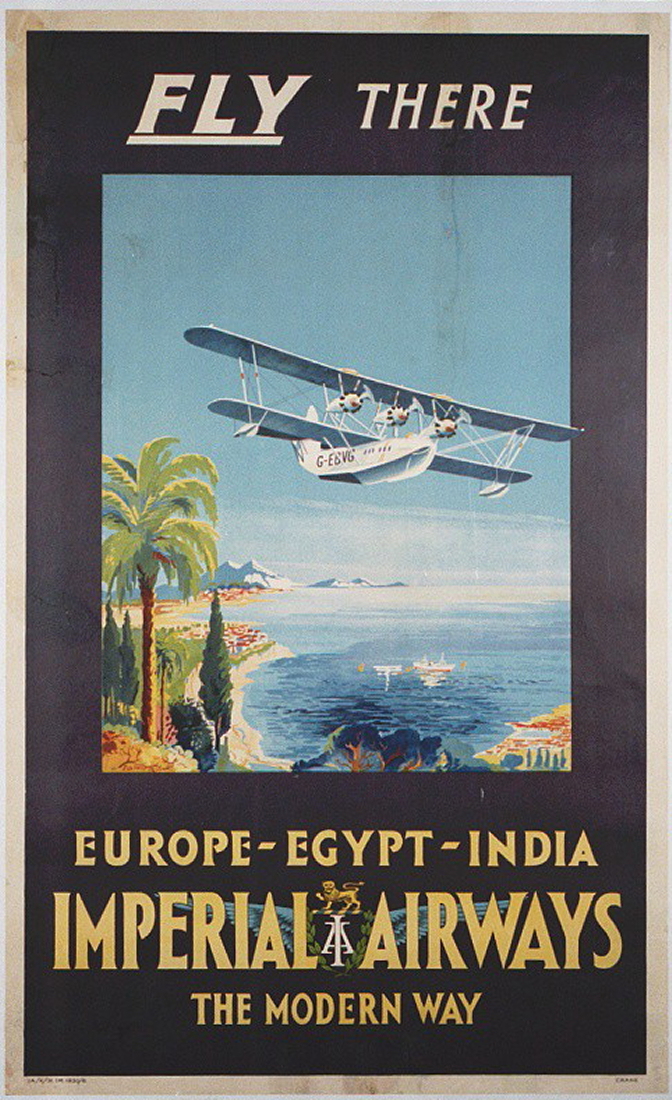
یک پوستر مربوط به شرکت هواپیمایی سلطنتی (امپریال ایرویز) نگهداری شده در موزه سن‌دیگو

ایمپریال ایرویز یک شرکت هواپیمایی دوربرد تجاری در بریتانیا بود که از سال ۱۹۲۴ تا ۱۹۳۹ فعالیت می کرد و عمدتاً در مسیرهای امپراتوری بریتانیا به آفریقای جنوبی، هند، استرالیا و خاور دور، از جمله مالایا و هنگ کنگ خدمات می‌داد. مسافران این شرکت معمولاً تاجر یا مدیران استعماری بودند و بیشتر پروازها با حدود ۲۰ مسافر یا کمتر انجام می‌شد. این شرکت هواپیمایی سوانح زیادی را در سابقه‌ٔ خود تجربه کرد؛ در شش سال نخست، ۳۲ نفر در هفت حادثه جان باختند. امپریال ایرویز هرگز به سطوح نوآوری تکنولوژیکی رقبای خود دست نیافت و در سال ۱۹۳۹ در شرکت هواپیمایی خارج از کشور بریتانیا (BOAC) ادغام شد. چهار دهه بعد در سال ۱۹۷۴ شرکت BOAC با بریتیش یوروپین ایرویز  ادغام شد و شرکت هواپیمایی بریتیش ایرویز را تشکیل داد.